# Religijski pluralizem
Relígijski pluralízem je ohlapno opredeljen izraz za opis strpnih odnosov med religijami. Uporablja se tudi v drugih pomenih:
- Označuje stališče, da posameznikova religija ni edini ali izključni vir resnice in da sta v določeni meri resnica in vrednost prisotni v vsaj še nekaterih religijah.
- Kot sopomenka za ekumenizem. Ekumenizem pomeni najmanj promocijo enotnosti, sodelovanje in prizadevanje za boljše razumevanje med različnimi religijami ali verskimi skupnostmi v posamezni religiji.
- Kot sopomenka za versko strpnost, ki je osnovni pogoj za sožitje pripadnikov različnih religij ali verskih skupnosti.

Pripadniki religijskega pluralizma vedo, da različne religije izražajo različne resnice. Tako npr. večina kristjanov veruje, da je Jezus utelešenje Boga in da je umrl za odrešitev človeštva, budisti pa verujejo, da razsvetljenje osvobodi dušo ciklusa ponovnih rojstev in ji omogoči vstop v nirvano. Kristjani ne trdijo, da vodi Kristus v nirvano, budisti pa ne trdijo da je Buda Božji sin.